# 소묘

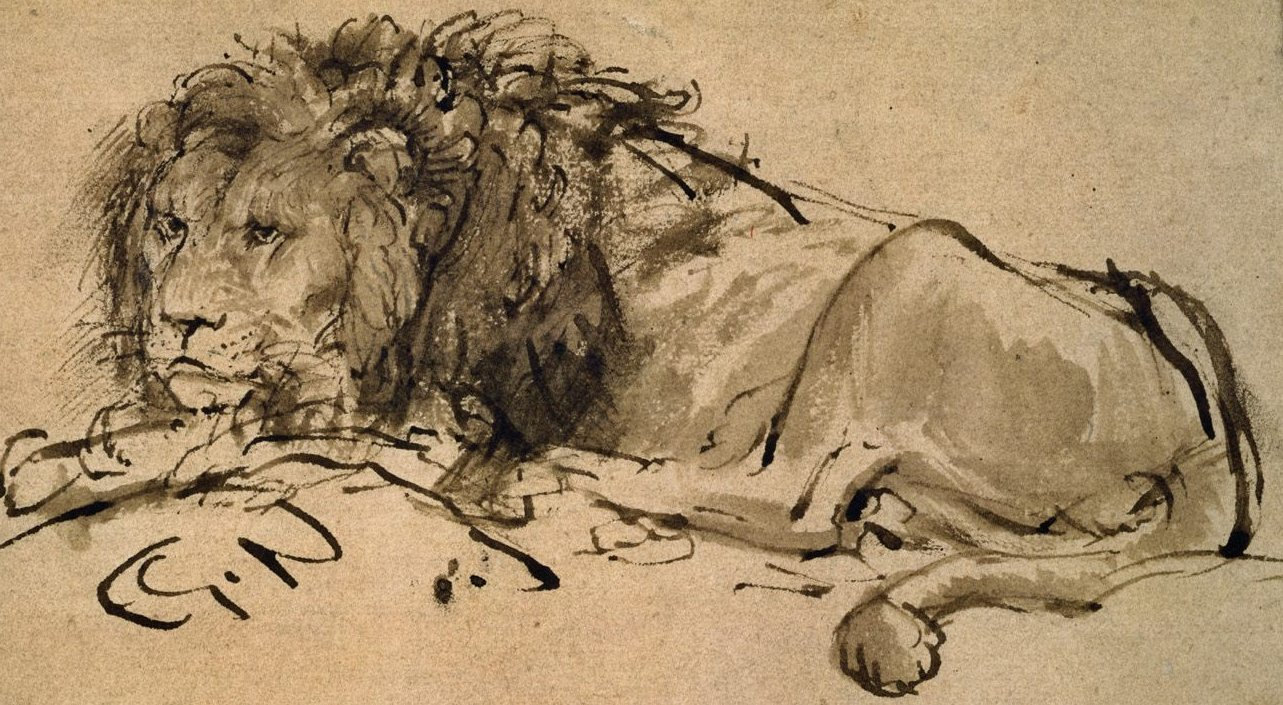
루브르 박물관에 소장된 렘브란트의 펜과 수채 소묘 사자

소묘(素描, 영어: drawing) 또는 데생(프랑스어: dessin)은 형태와 명암을 위주로 단색으로 그린 그림이다. 종이에 다양한 소묘 용구 등의 2차원적 매체를 이용하는 시각 예술이다. 보통 쓰는 흑연 연필, 숯, 콩테, 먹, 잉크, 크레용, 분필, 지우개, 마커펜, 첨필 등을 이용해 그린 그림을 말한다.
소묘 용구는 표면에 작은 물질을 남기고, 눈에 보이는 자국을 남긴다. 플라스틱, 피혁, 캔버스, 목판 등의 다른 재료들도 사용될 수 있지만, 소묘에서 가장 널리 사용되는 것은 종이이다. 현대에는 칠판이나 화이트보드 등도 소묘에 사용된다. 소묘는 인류 역사에 걸쳐 대중적이고 기초적인 표현 수단이 되어 왔다. 이는 시각 아이디어를 표현하는 데 가장 간단하고 효율적인 수단 중 하나이다. 소묘 용구를 쉽게 구할 수 있다는 점은 소묘를 가장 흔한 미술활동 중 하나로 만들었다.
회화나 조소의 기초라 생각되는 소묘도 있지만, 소묘는 회화로서의 예술적인 가치를 가지고 있다. 종래의 서양화나 조소의 기초적인 연구로서 석고 소묘나 인체 소묘에 의하여 사물의 보는 방법이나 파악력을 양성하는 것이 중요시되어 왔다. 더욱이 소묘란 명칭은 본래 서양화에 대해서 사용되었으나 최근에는 동양화에도 사용된다. 소묘의 명작은 예로부터 전해져 오고 있는데, 그 화가를 들자면 산드로 보티첼리, 레오나르도 다 빈치, 미켈란젤로 부오나로티, 알브레히트 뒤러, 한스 홀바인, 렘브란트, 장오귀스트도미니크 앵그르, 장프랑수아 밀레, 에드가 드가, 세잔, 빈센트 반 고흐, 마티스 등이다.

## 개념

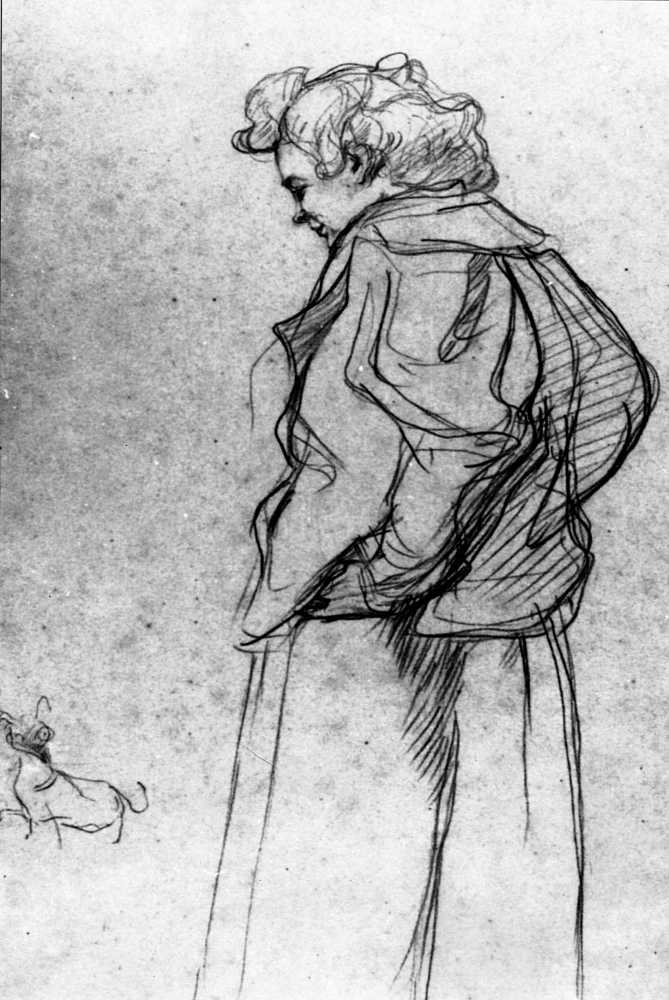
마담 팔미르와 그녀의 개(Madame Palmyre with Her Dog), 1897년. 앙리 드 툴루즈 로트레크.

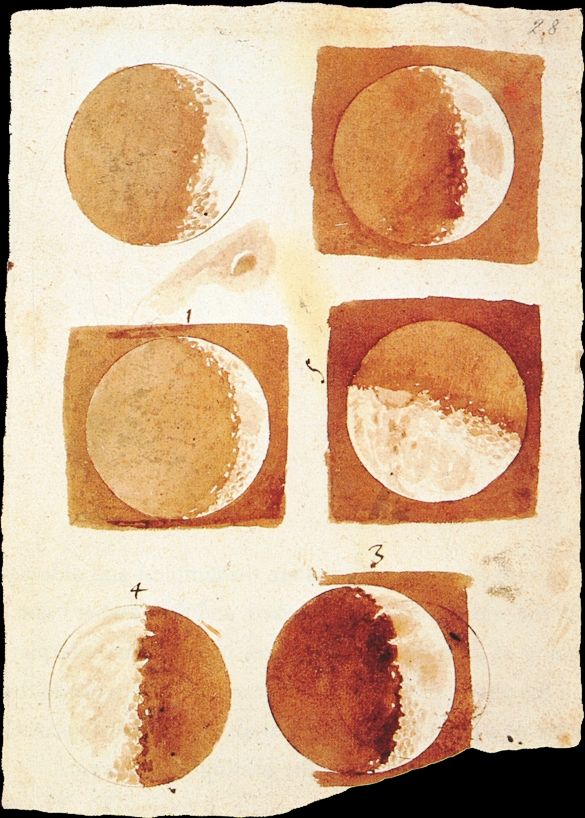
달의 상. 1616년. 갈릴레오 갈릴레이.

소묘는 시각 예술의 주요한 표현 방식 중 하나이다. 일반적으로 종이나 다른 재질 위에 선과 색조 영역의 흔적을 남겨, 시각의 정확한 표현이 단색의 표면 위에 표현되는 것이다. 전통적으로 소묘는 모노크롬이거나, 색채가 거의 쓰이지 않았지만, 현대의 색연필 소묘는 소묘와 회화 사이의 경계를 넘나들고 있다. 서구적 개념으로서의 소묘는, 비록 소묘와 회화 모두에서 보통 같은 용구가 쓰이지만, 회화와는 구별된다. 보통 소묘와 관련되는, 분필 등의 고체 용구들은, 파스텔 회화에서도 사용될 수 있다. 소묘는 붓이나 펜 등을 통해, 액체 용구들을 통해 이루어질 수 있다. 비슷한 용구들이 양쪽에서 쓰일 수 있다: 캔버스나 판자 위에 액체 물감으로 그리는 것은 보통 회화와 관련되지만, 종종 같은 방법으로 밑그림이 그려지기도 한다. 소묘는 보통 실험적이고, 관찰, 문제 해결 및 구성에 많은 중점을 둔다. 소묘는 회화의 준비를 위해서도 많이 쓰이며, 둘 사이의 구분을 모호하게 한다.
소묘는 인체 소묘, 만화 소묘, 프리핸드 소묘, 셰이딩 등의 목적을 위해 쓰일 수 있다. 소묘 방법에는 선화, 첨필, 셰이딩, 트레이싱 등이 있다. 속도가 빠르고 수정이 이루어지지 않은 스케치 소묘도 있다.

## 종류
소묘에는 용구에 따라 연필 소묘, 콩테 소묘, 목탄 소묘 따위로 나눌 수 있으며, 재제에 의하여 풍경 소묘, 인체 소묘, 정물 소묘, 석고 소묘 등으로 나눌 수도 있다. 소묘의 표현 의도에 따라서 세밀한 소묘, 대충 그리는 소묘, 요점을 파악하고서 빨리 그리는 크로키 등의 분류법도 있다.

## 재료와 용구

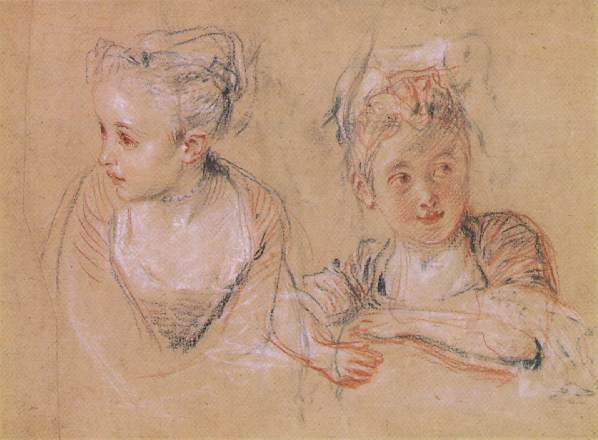
앙투안 바토의 크레용 소묘

보통의 소묘 용구는 흑연, 숯, 파스텔, 콩테 등의 고체이거나, 펜, 마커펜 등에서 액체 상태의 용액을 사용한다. 수채 색연필은 보통의 연필같이 고체 상태로 사용되어, 다양한 회화적 효과를 얻기 위해 젖은 붓으로 물을 칠할 수 있다. 금속필 소묘에는 주로 은이나 납이 사용된다. 더 가끔은 금, 백금, 구리, 황동, 청동도 사용된다.
연필심은 연과 흑연과 진흙을 물로 다져서 구운 것으로서, 석묵이 가해지는 양의 정도에 따라서 연한 것, 딱딱한 것이 생긴다. 굳기 정도는 그때그때 묘사의 목적에 따라 선택하는 것이 중요하다.
콩테는 18세기의 프랑스 화학자 콩테의 창안이라고 알려지는데, 음영의 점감(색채의 톤과 추이)을 가장 미묘하게 표현할 수가 있으므로, 빛과 음영의 변화나 물체의 양감, 공간관계를 표현하는 데 적합하다. 목탄처럼 쉽게 지워지지 않는 대신 문지르거나 펴거나 해서 농담을 내고 있다. 연필보다 연하고 파스텔보다 딱딱하다.
숯은 벚나무·후박나무·오동나무·버드나무 등을 가는 각봉(角棒)으로 만든 것을 공들여서 잘 쪄서 구워 만든 것이다. 비교적 딱딱한 것과 연한 것이 있는데 종이 표면에 연하게 묻기 때문에 진하게 칠할 수도 엷게 칠할 수도 있어서 자유롭고, 또한 손가락으로 문지르면 잘 펴지고, 지우는 것도 자유롭다. 목탄을 지우는 데는 식빵의 속 부분을 떼내어 잘 뭉쳐서 사용한다. 이러한 성질이 소묘용으로서 편리하므로 비교적 옛날부터 사용되어 왔다. 종이도 목탄화에 알맞도록 표면이 가는 결에서 거친 결 따위가 있듯이 결이 붙은 목탄지가 나오고 있다.
펜은 물체의 음영 관계나 양의 표현보다도 더욱 그 운동감이나 형체의 직감적인 인상을 민첩하게 포착하는 데 적합하다. 만년필, 볼펜, 사인펜, 대끝을 깎아서 만든 펜, 갈대 펜, 나무젓가락 끝을 깎아서 만든 펜, 철펜 등의 여러 펜들에는 저마다 상이한 선의 묘미가 있다. 경질의 펜에는 딱딱하고 매끄러운 종이가 좋다. 펜에 칠하는 먹은 제도 잉크나 아교의 분량이 많은 먹이 적합하고, 나중에 엷게 칠했을 때에 먹물이 흐르지 않는 것이 좋다. 사인펜은 펜끝이 유연하고, 휴대하기도 편리하고 계속하여 사용할 수 있으며, 색의 가짓수도 많아 채색에도 재미있는 효과를 얻을 수 있어 새로운 선묘재료로서 널리 사용되고 있다.
종이는 다양한 크기와, 신문지 수준에서부터 상대적으로 비싸고 한 장씩 판매되는 고급지까지의 다양한 질로 판매된다. 종이는 질감, 색감, 산성도, 젖었을 때의 강도에 따라 다양하다. 매끄러운 종이는 세부 표현에 적합하지만, 더 거친 종이는 용구의 물질을 더 잘 고정시킨다. 따라서 더 거친 재질은 더 강한 대비를 표현하는 데 유용하다. 경질의 연필이나 펜에는 단단하고 매끄러운 종이가 좋고, 연질의 연필, 콩테나 목탄에는 바탕의 결이 거친 종이가 적합하다. 표현의 목적에 따라서 종이를 선택하는 것이 중요하다.
신문 용지와 인쇄 용지는 연습이나 대강적 스케치에 유용할 수 있다. 트레이싱지는 미완성의 소묘를 점검하고, 한 종이에서 다른 종이로 디자인을 베껴 옮기는 데 사용된다. 도화지는 소묘를 위해서는 가장 기본적으로 판매된다. 매끄러운 판지는 세부 묘사에 사용되며 잉크 등의 젖는 용구가 쓰여도 휘어지지 않는다. 양피지는 매우 매끄러우며 세부 묘사에 적합하다.

## 기법

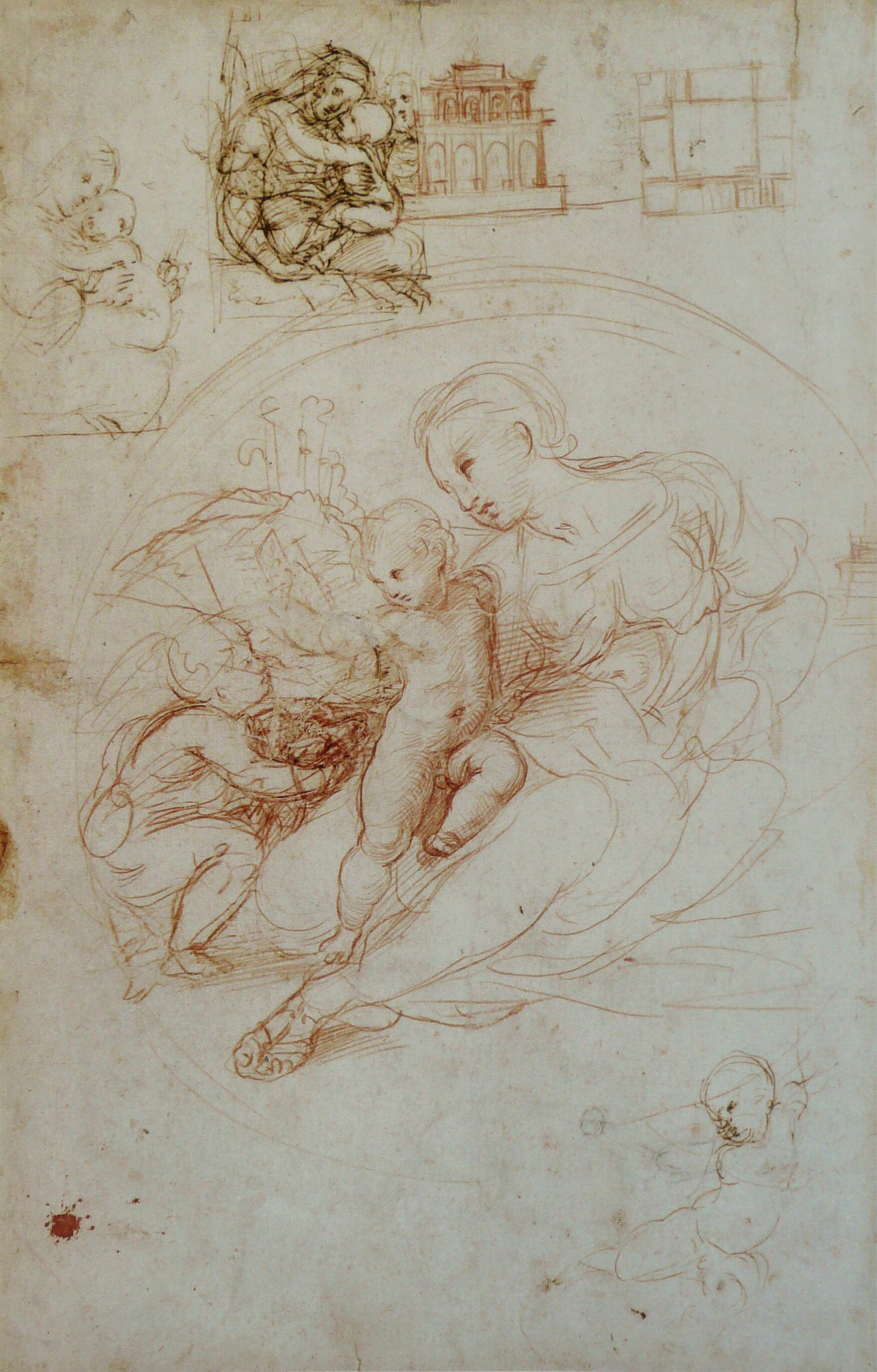
라파엘로 산치오, 이후 알바 마돈나(Alba Madonna)가 된 습작과 스케치들

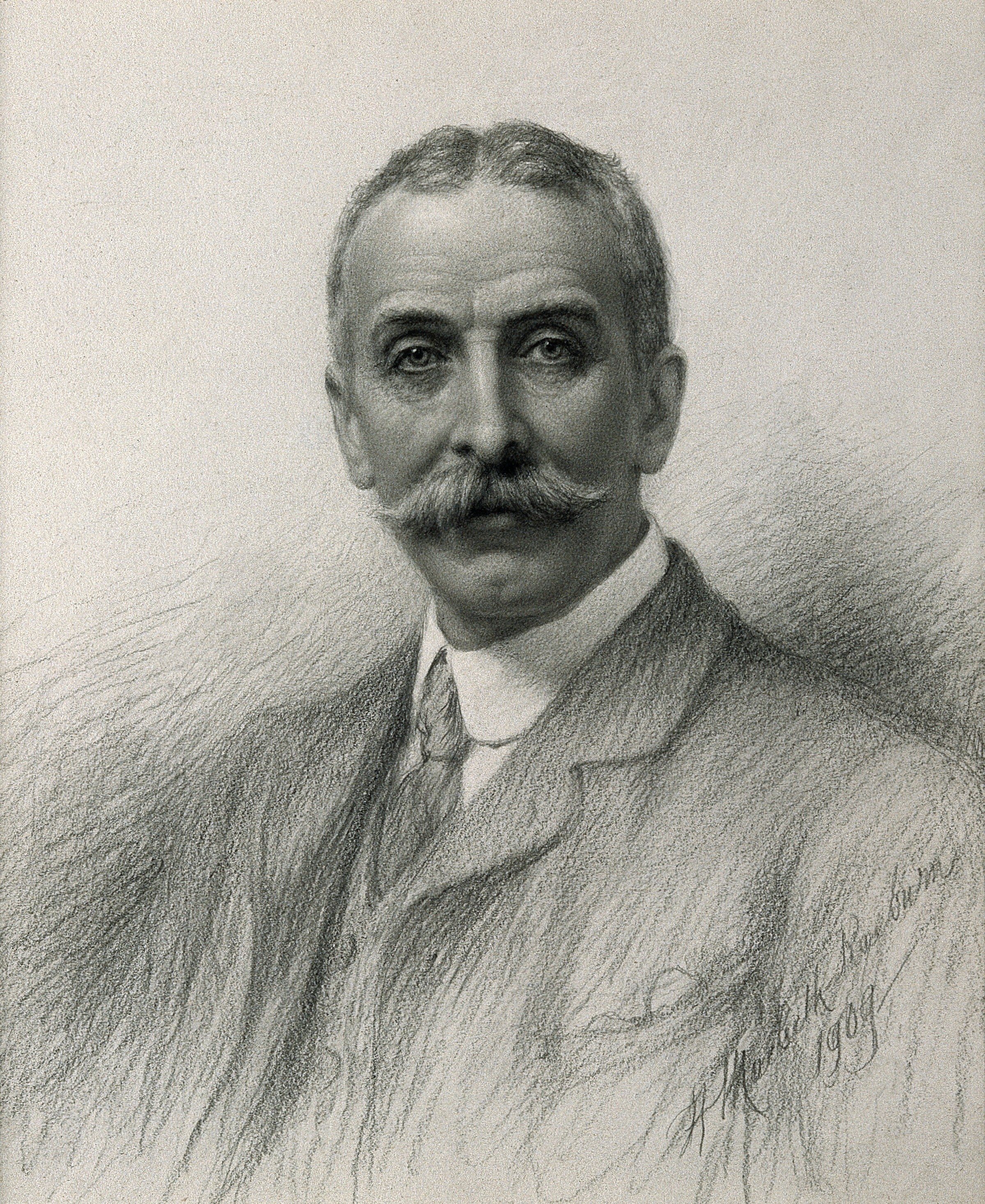
해칭과 셰이딩을 이용한 연필 소묘

손을 사용하지 못하여 입이나 발을 이용하여 작업하는 몇몇을 제외하면, 거의 모든 미술가들은 소묘 용구 기법에서 손을 사용하고 있다.
이미지를 작업하기 이전에, 미술가는 특히 다양한 용구가 작용하는 방식을 탐구한다. 그들은 질감과 그 질감을 다양한 효과 표현에 사용하는 방법을 살펴보기 위해 다양한 도구를 시험해 볼 수 있다.
미술가의 획 선택은 이미지의 형태에 영향을 준다. 펜과 잉크 소묘에는 종종 평행선을 반복하는 해칭이 사용된다. 해칭은 더 어두운 색조를 만들기 위해 둘 이상의 방향에서 교차되어 쓰이기도 한다. 점선 형태의 해칭은 밝은 색조를 만들며 선을 끊는 밀도를 조절하는 것은 색조에 그라데이션을 만든다. 색조에 사용된 용구에 따라 다양한 질감이 만들어질 수 있다.
셰이딩은 그림자의 배치와 물체의 명암을 표현하기 위해 종이 위 색조의 특성을 변화시키는 기술이다. 반사광, 그림자 및 하이라이트에 대한 세심한 주의는 매우 사실적인 이미지 표현을 가능하게 한다.
연필과 목탄 등 용구들은 색조에 지속적인 변화를 줄 수 있지만, 이러한 고체 용구에 의한 소묘도 비슷한 기법을 이용한다. 지우개는 원치 않는 선을 지우고, 색조를 연하게 하고, 번진 자국을 지울 수 있다.

### 목탄에 의한 소묘
1. 소묘 대상과 그림을 그릴 판, 이젤의 위치를 정확하게 결정한다.
2. 작아지지 않도록 종이 전체에 가득 채우도록 한다.
3. 중심점을 정하고 상하좌우를 확실히 본 다음 겨냥을 표시해 둔다.
4. 큼직한 직선으로 전체 형의 비율을 관찰하고 형을 정돈한다.
5. 밝은 부분과 어두운 부분을 크게 나눈다. 물체를 면의 집합으로서 보는 것도 형이나 명암을 이해하는 데 편리하다. 가장 어두운 톤과 가장 밝은 톤 사이의 단계를 부분부분 비교하고서, 항상 전체의 톤을 염두에 두고 그려나간다.
6. 완성되면 정착액으로 고착시킨다.

### 모필화에 의한 소묘
모필화 중에서 붓에 먹물을 충분히 적시는 것을 윤묵(潤墨) 또는 윤필(潤筆)이라 하고, 슬쩍 스쳐서 그려진 것을 갈필(渴筆)이라고 한다. 남종화(南宗畵)는 갈필을 존중하고 노고(老姑)의 취향을 즐겨하였으며, 북종화(北宗畵)는 윤필을 주로 하고 먹에 윤택이 있는 것을 존중하였다. 직필(直筆)은 모필의 선단(先端)을 정확하게 사용하여서 표현하는 선으로서, 윤곽선에 사용되며 무표정하다. 측필(側筆)이란 붓의 수(穗)의 측면(붓의 腹部)이 있는 선으로 되고, 면의 표현에 사용된다.

#### 붓의 종류
- 선묘필(線描筆)：골서(骨書)라고도 하고 주로 윤곽선을 그린다.
- 면상필(面相筆)：얼굴이나 세밀한 선을 그리는 데 사용된다.
- 몰골필(沒骨筆)：문인화 등에 사용된다.
- 선염필(渲染筆)：농담을 붙이는 데 쓰인다.
- 채색필(彩色筆)

등의 종류가 있다.

#### 묘법
- 구륵묘법(鉤勒描法)-형을 윤곽선만으로 그려서 표현하고 선의 아름다움이 존중된다.
- 몰골묘법(沒骨描法)-윤곽선을 사용하지 않고 물체의 형이나 빛깔이나 명암 등 붓의 농담이 있는 붓의 사용법을 말한다.

## 표현
소묘의 표현에 따라서 세밀한 소묘, 대충 그리는 소묘, 요점을 파악하고서 빨리 그리는 크로키 따위와 같은 분류법이 있다.

### 소묘담채
소묘담채(素描淡彩)는 묘화(描畵) 기법의 하나로서 숯·콩테·먹 등의 효과와 간단히 요약된 채색의 효과에 의하여 표현하는 방법 및 그 작품을 말한다.
.

### 크로키
크로키는 대상의 요점을 파악하여 신속하게 그리는 소묘의 일종이다. 따라서 그리는 대상에 따라 표현의 요령이 여러 가지로 나뉜다.
인물 크로키에서는 얼굴 부분만의 경우, 반신의 경우, 전신의 경우는 그 표현의 요령이 다르다. 인물의 전신을 크로키할 경우 하나의 포즈를 10분이나 20분에 그려내기 위해서는 형의 동세나 균형을 선으로 파악하는 것이 필요하다. 입상의 경우 목에서 수직으로 내린 선과 중심이 걸린 발뒤꿈치가 일직선으로 됨을 알아두면 편리하다. 또한 신체 각 부분이 어떻게 밸런스를 잡고 있는가도 알아두어야 한다. 인물 크로키에서 움직임을 표시하는 중요한 선을 발견해내기 위해서는 모델 인형으로 여러 가지 포즈를 만들거나 실제 인물을 관찰하면서 경험을 쌓아가야 한다.

### 한줄 선의 소묘
크로키의 변형이라고도 할 수 있는 것인데, 집중력이 약한 현대인을 위해 좋은 방법이다. 한줄 선이란 단번에 한줄로서 다시 고쳐 그리지 않고 결정적으로 그려나가는 방법이다. 모델을 응시하고 관찰하는 속도에 맞추어 연필의 선으로 확실하게 그리고 천천히 그려나가는 것이다. 이때 자기의 그림은 그다지 보지 않고, 모델에게서 눈길을 떼지 않고 확실히 응시하는 것이 중요하다. 20분 정도의 시간에 선으로 표현하는 것이기 때문에 크로키의 변형이라고도 생각된다. 이 방법은 인물뿐만이 아니라 무엇을 그리건 활용할 수 있는 방법으로서 회화의 밑그림으로서도 유효하다.

### 세밀한 소묘
크로키와는 반대로 대상의 형이나 빛깔이나 명암·음영·질감까지 세밀하게 포착하는 것이 세밀한 소묘이다. 연필을 사용할 경우 연한 것보다는 약간 딱딱한 듯한 것이 델리킷한 점까지 표현할 수 있기 때문에 적당하다. 이과의 관찰표현이나 디자인의 전제로서의 표시 등에 유효하다. 세밀한 소묘란 것은 표현 태도의 문제이고, 선으로도 명암이 다른 표현도 할 수 있다. 세밀한 소묘로서 정정을 거듭하면서 그려나가자면 연필은 연한 것이 적당하지만, 숙달하면 딱딱한 듯한 연필이나 펜을 사용하여도 충분히 세밀한 소묘가 될 수 있다. 세밀한 소묘라도 처음에 기본이 되는 선을 포착하고 서서히 형을 마무리해 가는 편이 좋다.

### 표시연습
중학교의 미술부에는 빛깔이나 형의 기본연습이라는 것이 있는데, 이것은 넓은 의미에서는 소묘 속에 포함된다. 회화에서 말하는 소묘는 대상물의 자태를 그리고 모사할 뿐 아니라 그 감동이나 내면적인 진실까지 표현해내는 데 있다고 한다. 그러면 과연 사물의 형을 객관적으로 포착하고 표현하는 능력은 어디에서 양성되는 것일까. 또한 그러한 능력을 육성한다는 것은 도리어 창조적인 힘을 기르는 미술교육의 방해조차 되는 것이 아닐까 하는 의문이 남게 된다. 누구의 생활경험에도 있듯이 이러이러한 책상을 만들어 보았으면, 또는 붕어를 낚았다든가 아니면 훌륭한 꽃병을 보았다든가처럼 제3자에게 자기가 생각하는 형을 전달하고 싶은 회화나 용건이 있을 경우, 그것을 정확하게 알리는 그림을 그릴 필요에 쫓기거나 그릴 수 있었으면 좋았을 경우가 자주 있다. 또한 갑자기 조형적인 직업에 진출하는 사람으로서는 사물의 형을 객관적으로 표현할 수 있는 능력이 더욱 필요할 수 있다. 또는 형을 그려 표현할 필요성이 없다고 하더라도, 형의 분별이나 인식의 필요성은 날이 갈수록 더해하고 있는 것이 사실이다. 그것도 사물의 특징을 커다랗게 포착하여 그리거나, 세밀하게 관찰하고 손을 움직여서 그려봄으로써 그 능력은 높아질 수 있겠다. 따라서 심상표현(心象表現)으로서의 소묘에서 제외하더라도 생각할 수는 있다. 표시는 대상을 객관적으로 그리고 설명적으로 표현하는 것인데, 그러한 뜻에서 표시를 넓게 해석한다면 소묘 중에 포함시켜도 무방하다고 하겠다.

## 형태와 비례

인체 비례

소묘 중에 대상의 크기를 측정하는 것은 대상의 사실적 표현을 위해 중요한 과정이다. 컴퍼스 등의 도구들은 다양한 방향에서의 각도를 재는 데 사용될 수 있다. 이 각들은 그림에서 재현되고 이후 정확한지 확인될 수도 있다. 다른 형태의 측정으로는 대상의 여러 부분들의 상대적인 크기들을 비교하는 것이 있다. 소묘 과정에서 손가락을 이용하는 것은 이미지의 다른 부분들과의 크기를 비교할 수 있는 방법이다. 자는 직선을 긋고 비율을 계산하는 데 모두 쓰일 수 있다.

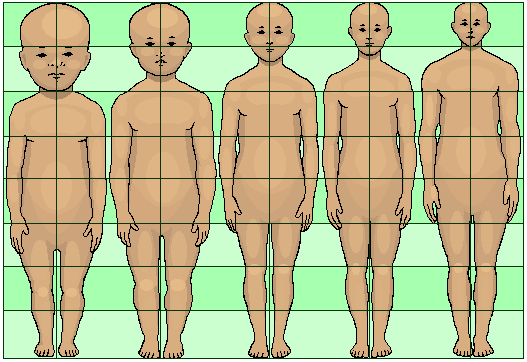
연령에 따라 변화하는 인체 비례

인체와 같은 복잡한 형태의 소묘를 할 때는, 그 형태를 초기에 기초적 형태로 표현하는 것이 도움이 된다. 거의 모든 형태는 육면체, 구, 원통, 원추 등의 결합으로 표현될 수 있다. 이러한 기초적 형태가 비슷하게 맞추어지면, 소묘는 더 정확하고 손질된 형태로 수정될 수 있다. 기초적 형태의 선들은 대상과 비슷한 형태의 선들로 대체될 수 있다. 근본적 구성을 통한 소묘는 미술 표현의 토대가 되는 기술이며, 여러 책과 학교를 통해 교육된다. 이의 적절한 적용은 미세한 세부 사항들의 불명확함을 해결하고, 최종 이미지가 일관성을 가지게 한다.
더 정교한 인체 소묘는 해부학과 인체 비례에 대해 미술가가 가진 깊은 이해에 달려 있다. 숙련된 미술가는 골격 구조, 관절의 위치, 근육의 배치, 힘줄의 움직임, 운동 시에 여러 부위들이 함께 작용하는 원리를 잘 안다. 이는 미술가가 작위적이고 뻣뻣해 보이지 않는 자연스러운 자세를 구성할 수 있게 한다. 이러한 미술가는 특히 초상화를 그릴 때, 대상의 연령에 따라 비율이 어떻게 달라지는지 잘 안다.

## 투시

2점 투시

투시는 대상의 크기가 거리에 비례해 줄어들도록 표현하는 방법이다. 비숫한 크기의 대상들은 보는 사람과의 거리가 멀수록 더 작게 나타나야 한다. 건물이나 탁자 등 모든 물체의 서로 평행하는 직선들은, 소실점에서 만나는 직선들을 따른다. 소실점은 보통 지면의 수평선상에 있다. 거리의 건물들과 같이 복합적인 구조가 이어져 있을 때는 구조 위아래의 평행선들이 소실점에서 만난다.
건물에서 앞면과 옆면이 동시에 보이도록 그릴 때, 옆면의 평행선들은 평행선상의 제2의 점에서 만난다. 이것을 2점 투시라고 한다. 수평선 위나 아래의 제3의 점에서 이에 수직인 선들을 모으는 것은 3점 투시를 이룬다.
깊이는 위의 투시에 더해 몇몇 기법들이 사용되어 표현된다. 깊이는 질감 표현을 통해서도 보일 수 있다. 대상의 질감이 더 멀리서 드러날수록 더 압축되고 복잡해지며, 가까울 때와는 전혀 다른 특성을 보인다. 깊이는 더 멀리 있는 대상의 색 대비를 줄임으로써 표현될 수 있다. 이는 대기의 안개와 같은 효과를 내며, 눈이 앞쪽에 그려진 물체에 주목하도록 한다.

## 필요로 하는 능력
사람들은 시각적으로 정확하게 소묘를 하는 능력에서 차이를 보인다. 시각적으로 정확한 소묘는 "특정 시간에 특정 공간에서 특정 대상을 인식하여, 대상의 시각적 세부 추가나 생략을 약간 더해 구성되는" 것으로 묘사된다.
조사 연구들은 몇몇 사람들이 다른 이들보다 더 잘 그리는 이유를 설명하려 해 왔다. 한 연구는 소묘 과정에서의 주요 능력들을 주장했다: 그리는 대상에 대한 지각, 적합한 표현을 선택하는 능력, 흔적을 그리는 데 필요한 동적 기법 그리고 그리는 이의 자신의 그림에 대한 지각이다.
동작 통제는 소묘의 제작 과정에 있어서 중요한 신체적 요소이다. 동작 통제의 효과는 작품에 잘 드러나지 않지만, 소묘 능력에 있어 한 역할을 담당한다고 주장된다.
사람이 그리는 대상을 인식하는 능력은 소묘 과정에 있어서 가장 중요하다고 주장된다. 이 주장은 지각과 소묘 능력 간 긴밀한 관계의 발견이 뒷받침해 준다. 이러한 증거는 베티 에드워즈(Betty Edwards)의 소묘 작법서, 오른쪽 두뇌로 그림그리기(Drawing on the Right Side of the Brain)의 기반으로 작용했다. 에드워즈는 독자의 지각 능력 발달을 토대로 독자들에게 그리는 방법을 가르치고자 했다. 또한, 유명 미술가이자 미술 비평가 존 러스킨은 그의 책 존 러스킨의 드로잉(The Elements of Drawing)에서 소묘 과정에서의 지각의 중요성을 강조했다.
시각 기억은 시각적으로 정확한 소묘를 제작하는 능력에 영향력을 미치는 것으로 보인다. 단기 기억은 사람의 시야가 그리는 대상과 그림 사이에서 움직이기 때문에 소묘에서 중요한 부분을 차지한다.

## 참고 문헌
- Edwards, Betty. The New Drawing on the Right Side of the Brain, HarperCollins Publishers Ltd; 3Rev Ed edition, 2001, ISBN 978-0-00-711645-4
- Brommer, Gerald F. Exploring Drawing. Worcester, Massachusetts: Davis Publications. 1988.
- Bodley Gallery, New York, N.Y., Modern master drawings, 1971, OCLC 37498294.
- Holcomb, M. (2009). 《Pen and Parchment : Drawing in the Middle Ages》. New York: The Metropolitan Museum of Art.
- Hillberry, J. D. Drawing Realistic Textures in Pencil, North Light Books, 1999, ISBN 0-89134-868-9.
- Landa, Robin. Take a line for a walk: A Creativity Journal. Boston: Wadsworth, 2011. ISBN 978-1-111-83922-2
- Lohan, Frank. Pen & Ink Techniques, Contemporary Books, 1978, ISBN 0-8092-7438-8.
- Ruskin, J. (1857). The Elements of Drawing. Mineola, NY: Dover Publications Inc. ISBN 978-1-453-84264-5
- Spears, Heather. The Creative Eye. London: Arcturus. 2007. ISBN 978-0-572-03315-6.
- World Book, Inc. The World Book Encyclopedia Volume 5, 1988, ISBN 0-7166-0089-7.
- Drawing/Thinking: Confronting an Electronic Age, edited by Marc Treib, 2008, ISBN, 0-415-77560-4.

## 같이 보기
- 수묵화
- 인체 소묘
- 구도
- 삽화
- 펜
- 스케치
- 셀 애니메이션
- 회화(페인팅)
- 영상(이미지)